# Lasva
Pour les articles homonymes, voir Lašva (homonymie).

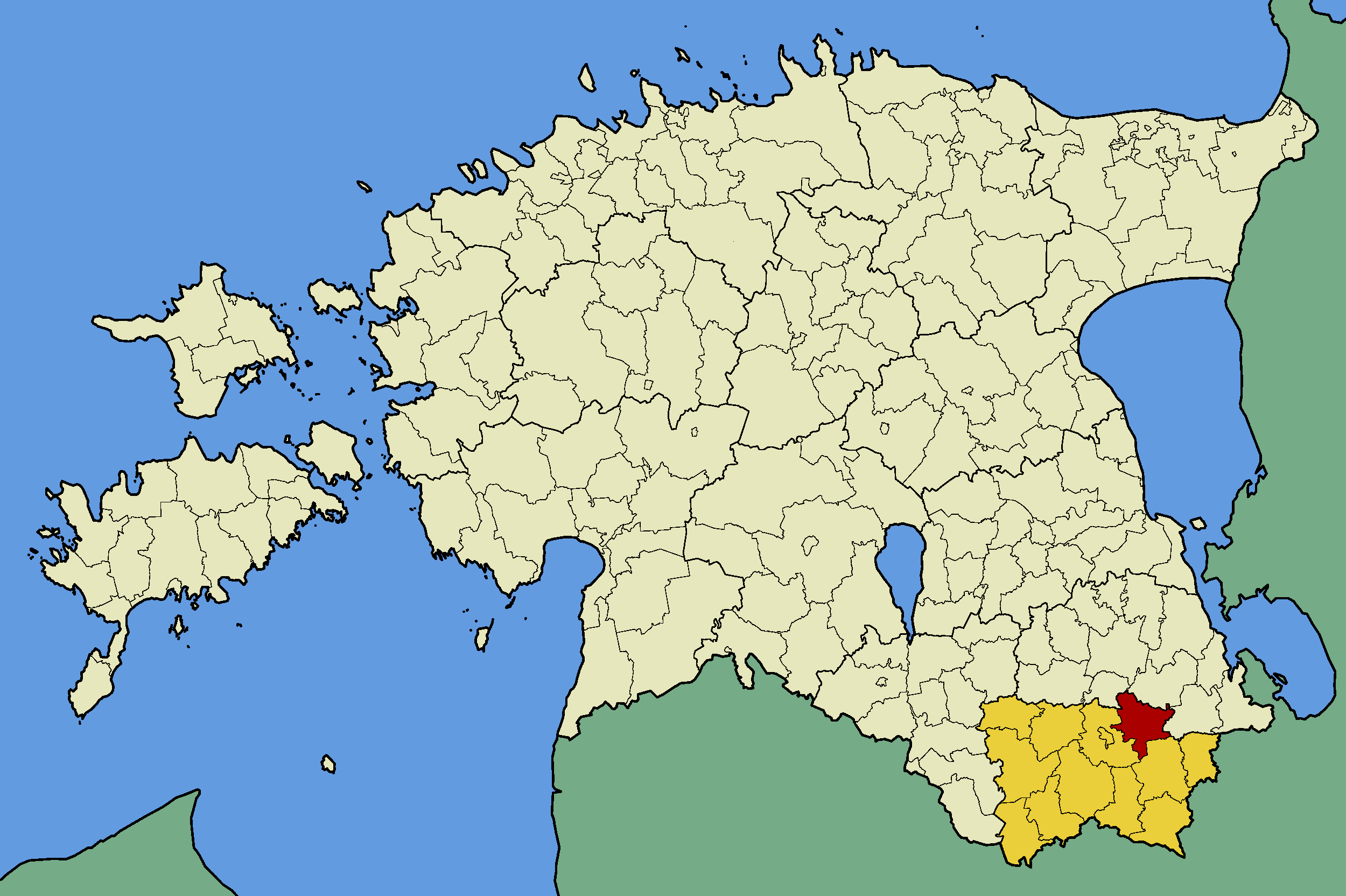
Localisation de l'ancienne commune de Lasva (rouge), dans le comté de Võru (jaune).

Lasva (en estonien : Lasva vald) est une ancienne commune rurale située dans le comté de Võru en Estonie. En 2012, la population s'élevait à 1 612 habitants.

## Géographie
La commune s'étendait sur 172,1 km2 au nord-est du comté.
Elle comprenait les villages de Andsumäe, Hellekunnu, Husari, Kaku, Kannu, Kõrgessaare, Kääpa, Kühmamäe, Lasva, Viru, Lauga, Lehemetsa, Listaku, Madala, Mõrgi, Mäessaare, Noodasküla, Nõnova, Oleski, Otsa, Paidra, Peraküla, Pikakannu, Pikasilla, Pille, Pindi, Puusepa, Pässä, Rusima, Saaremaa, Sooküla, Tammsaare, Tiri, Tohkri, Tsolgo, Tüütsmäe, Villa et Voki-Tamme.

## Histoire
Sous l'Empire russe, elle faisait partie du gouvernement de Livonie .
À la suite de la réorganisation administrative d'octobre 2017, elle a fusionné avec Orava, Sõmerpalu, Vastseliina et Võru pour former la nouvelle commune de Võru.